# أولريكه ماري ماينهوف
أولريكه ماري ماينهوف (بالألمانية: Ulrike Marie Meinhof)‏ (9 مايو 1976 7 أكتوبر 1934). شاركت في تأسيس جماعة الجيش الأحمر في عام 1970 بعد أن عملت سابقا كصحفية للمجلة شهرية Konkret اليسارية. تم القبض عليها في عام 1972 ، ووجهت إليها تهمة القتل مع العديد من القضايا الإجرامية المتعلقة بالإرهاب وتشكيل عصابة إجرامية. قبل محاكمتها بأيام وجدت ماري مشنوقة في زنزانتها في عام 1976.

## حياتها
ولدت أولريكه ماينهوف في عام 1934 في أولدنبورغ، ألمانيا. في العام 1936، انتقلت عائلتها إلى يينا عند والدها الفنان و المؤرخ الدكتور فيرنر ماينهوف، والذي أصبح مديرا لمتحف المدينة. توفي والدها من السرطان في عام 1940. في عام 1946، انتقلت العائلة مرة أخرى إلى أولدنبورغ عندما وقعت يينا تحت الحكم السوفياتي نتيجة لاتفاق مؤتمر يالطا. عملت الأم إينجبورج ماينهوف، كمعلمة بعد الحرب العالمية الثانية، وتوفيت في وقت لاحق بعد 8 سنوات من مرض السرطان.

## وصلة خارجية
- أولريكي ماري ماينهوف على موقع IMDb (الإنجليزية)
- أولريكي ماري ماينهوف على موقع الموسوعة البريطانية (الإنجليزية)
- أولريكي ماري ماينهوف على موقع مونزينجر (الألمانية)
- أولريكي ماري ماينهوف على موقع ميوزك برينز (الإنجليزية)
- أولريكي ماري ماينهوف على موقع ديسكوغز (الإنجليزية)
- أولريكي ماري ماينهوف على موقع قاعدة بيانات الفيلم (الإنجليزية)

- https://web.archive.org/web/20100327231745/http://www.baader-meinhof.com/who/terrorists/BMMeinhof.html
- لقاء مع اولريكه العام 1970 على يوتيوب